# Holset
Holset (en limbourgeois Hozelt) est un village néerlandais situé dans la commune de Vaals, dans la province du Limbourg néerlandais. En 2009, Holset comptait 160 habitants.

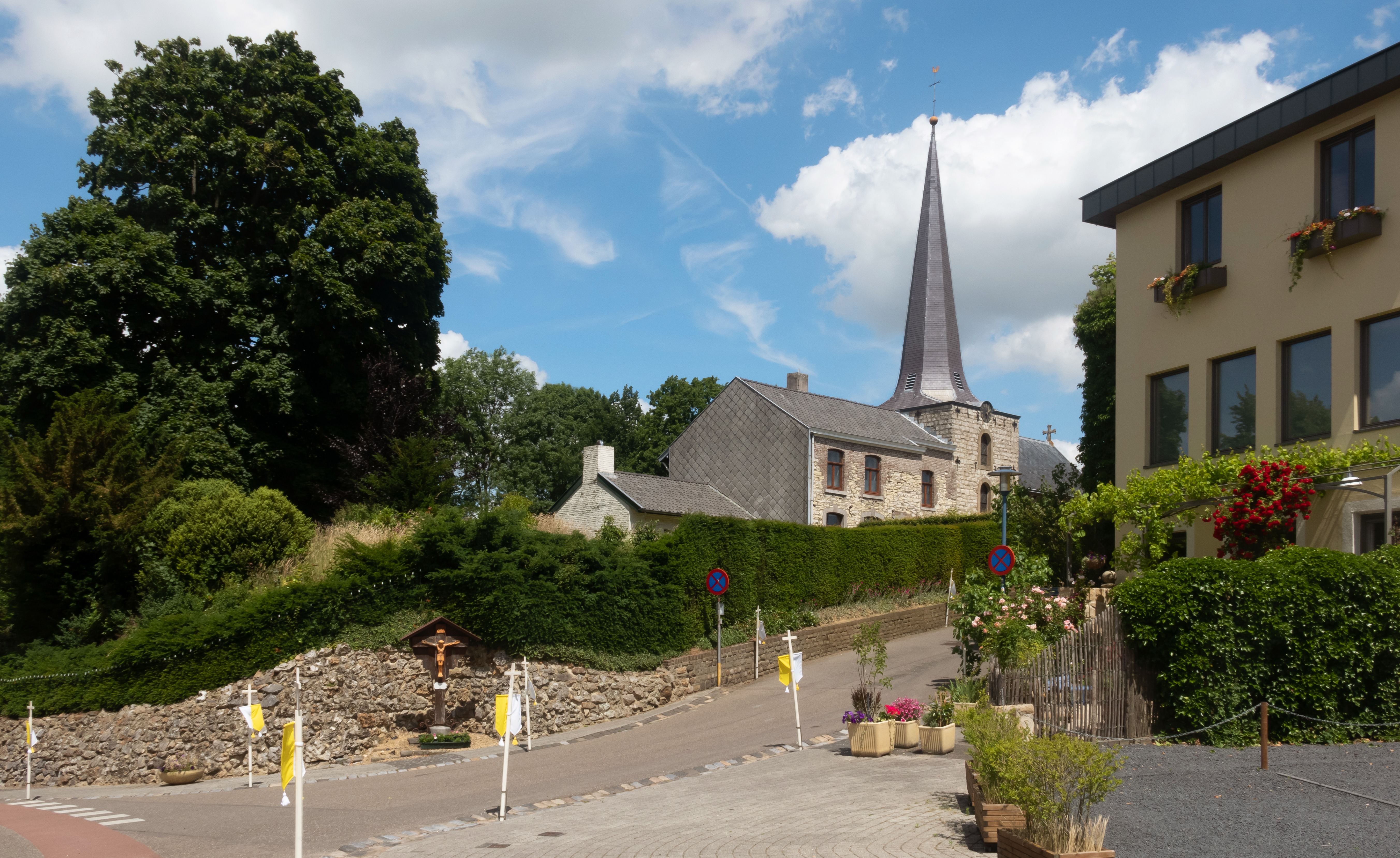
L'église de Holset en 2022